# 克里坦登縣 (肯塔基州)
克里坦登縣（英語：Crittenden County）是美國肯塔基州西部的一個縣，西北隔俄亥俄河與伊利諾伊州相望。面積961平方公里。根据美國2000年人口普查，共有人口9,384人。縣治馬里昂（Marion）。
成立於1842年。縣名紀念第17任州長约翰·J·克里滕登（John J. Crittenden）。這個縣為一禁酒的縣。